# Skomorohî, raionul Ternopil, regiunea Ternopil
Skomorohî (în ucraineană Скоморохи) este localitatea de reședință a comunei Skomorohî din raionul Ternopil, regiunea Ternopil, Ucraina.

## Demografie
Componența lingvistică a localității Skomorohî
     Ucraineană (99,63%)
     Alte limbi (0,37%)
Conform recensământului din 2001, majoritatea populației localității Skomorohî era vorbitoare de ucraineană (99,63%), existând în minoritate și vorbitori de alte limbi.